# Phyllachora andicola
Phyllachora andicola är en svampart som först beskrevs av Speg., och fick sitt nu gällande namn av Viégas 1947. Phyllachora andicola ingår i släktet Phyllachora och familjen Phyllachoraceae.   Inga underarter finns listade i Catalogue of Life.